# Somalische Plaat

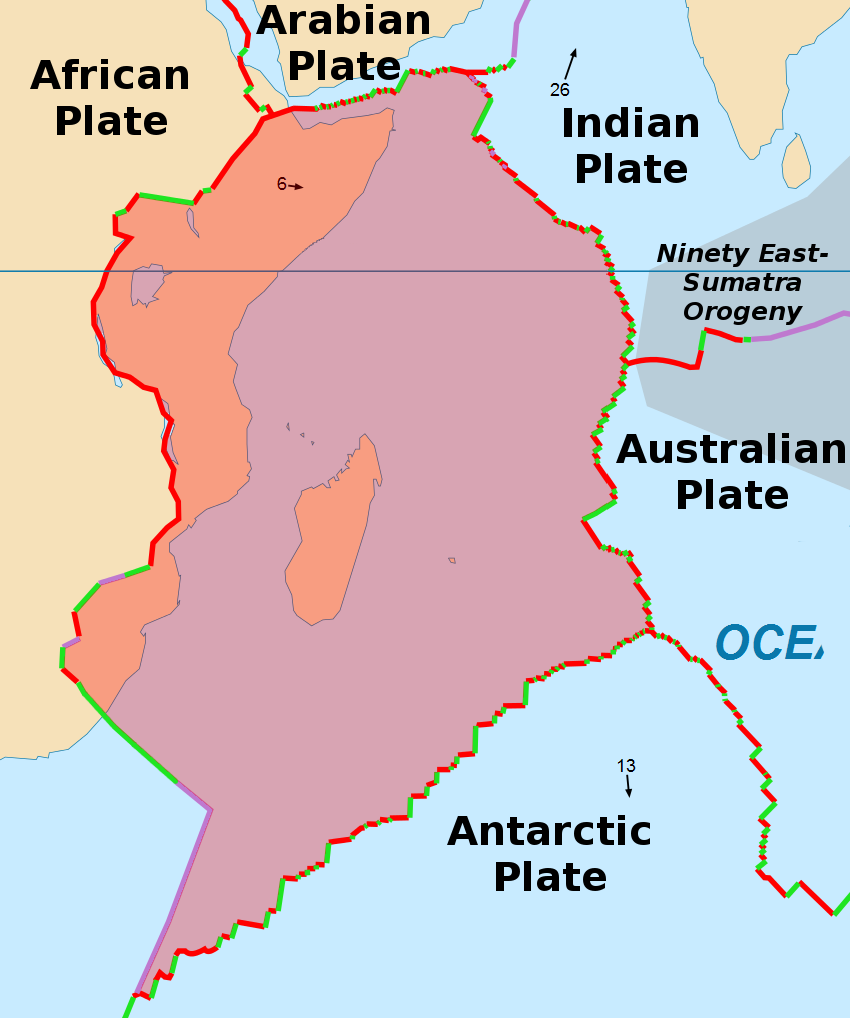
De Somalische Plaat

De Somalische Plaat is een in wording zijnde tektonische plaat die gevormd wordt uit de Afrikaanse Plaat. Deze laatste plaat wordt langs de Oost-Afrikaanse Slenk – die de westgrens van de Somalische Plaat vormt – geleidelijk aan uiteen gespleten. De Somalische Plaat loopt langs het oosten van Afrika en het westen van de Indische Oceaan en beslaat onder meer de Madagaskar, de Seychellen, de Comoren, de Mascarenen en de Socotra-archipel. De Aden-Rug vormt de noordelijke grens, de Centraal-Indische Rug (met in het noorden de Carlsbergrug) de oostelijke grens en de Zuidwest-Indische Rug de zuidelijke. Het deel van de Afrikaanse plaat dat zich aan de andere kant van de rift bevindt wordt ook wel de Nubische Plaat genoemd.
Vulkanische gegevens op de Comoren en het noorden van Madagaskar wijzen erop dat de Somalische Plaat zich met een snelheid van ca. 45 millimeter per jaar naar het oosten beweegt.